# 대지법
대지법(大地法, 산스크리트어: mahā-bhūmika, 팔리어: sabbacittasādhāraṇa cetasikas, 영어: universal mental factors)은 설일체유부의 5위 75법의 법체계에서, 심소법(心所法: 46가지) 그룹[位]의 6가지 세부 그룹인 대지법(大地法: 10가지) · 대선지법(大善地法: 10가지) · 대번뇌지법(大煩惱地法: 6가지) · 대불선지법(大不善地法: 2가지) · 소번뇌지법(小煩惱地法: 10가지) · 부정지법(不定地法: 8가지) 중의 하나이다.
대지법은 일체(一切)의 마음(6식, 즉 심왕, 즉 심법)과 '두루 함께[大]' 일어나는 마음작용(심소법)을 말한다.
설일체유부에 따르면, 다음의 10가지 마음작용이 대지법을 구성한다.
1. 수(受): 지각[領納], 고 · 낙 · 불고불락을 느낌[9][10][11][12][13]
산스크리트어: vedanā, 팔리어: vedanā, 영어: feeling, sensation, perception
2. 상(想): 표상[取像], 차이를 인식[取差別相], 개념화[9][14][15][16][17]
산스크리트어: saṃjñā, 팔리어: sañña, 영어: conception
3. 사(思): 의지, 의업(意業), 선 · 불선 · 무기를 지음[9][18][19][20][21]
산스크리트어: cetanā, 팔리어: cetanā, 영어: volition
4. 촉(觸): 접촉, 근 · 경 · 식의 화합, 대상을 만남[觸對][22][23][24][25][26]
산스크리트어: sparśa, 팔리어: phassa, 영어: contact
5. 욕(欲): 욕구, 하고자 함, 희구(希求)[27][28][29][30][31]
산스크리트어: chanda, 팔리어: chanda, 영어: desire (to act)
6. 혜(慧): 판단, 간택(簡擇: 여럿 가운데에서 골라냄[32])[33][34][35][36][37]
산스크리트어: prajñā, 팔리어: paññā, 영어: wisdom
7. 염(念): 기억, 명기(明記: 분명히 밝히어 적음[38]), 잊지 않음[不忘][39][40][41][42][43]
산스크리트어: smṛti, 팔리어: sati, 영어: mindfulness
8. 작의(作意): 경각(警覺), 대상을 향함, 주의(注意), 유의(留意)[44][45][46][47][48]
산스크리트어: manasikāra, 팔리어: manasikāra, 영어: attention
9. 승해(勝解): 인가(印可: 대상이 옳음을 소상하게 밝혀 인정함[49]), 인가(認可: 인정하여 허가함[50]), 결정[51][52][53][54][55]
산스크리트어: adhimokṣa, 팔리어: adhimokkha, 영어: decision
10. 삼마지(三摩地): 삼매, 심일경성(心一境性), 전념(專念: 오직 한 가지 일에만 마음을 씀[56]), 집중[57][58][59][60][61]
산스크리트어: samādhi, 팔리어: samādhi, 영어: concentration

## 용어
대지법(大地法)이라는 낱말을 구성하는 각 부분 낱말의 뜻은 다음과 같다.
- 대지법(大地法)은 대지(大地)와 법(法)이 합쳐진 낱말이다.
  - 대지(大地)는 대(大)와 지(地)가 합쳐진 낱말이다.
    - 대(大)는 대법(大法)을 말한다. 대법(大法)은 수(受) · 상(想) 등과 같이 일체의 마음에 두루 통하며, 반드시 함께 생겨나는 마음작용들을 말한다.[62]
    - 지(地)는 법(法, 구체적 존재)이 일어나는 장소 또는 공간을 말한다. 여기서 '법'은 심소법 즉 마음작용을 말하므로, 지(地)는 마음작용이 일어나는 의지처 또는 소행처로서의 장소 또는 공간[地]을 뜻한다. 그리고 이 장소 또는 공간[地]은 곧 마음(6식, 즉 심왕, 즉 심법)이다. 즉, 지(地: 장소, 공간)는 마음(6식, 즉 심왕, 즉 심법)을 말한다.[1][2][3][4] 달리 말하면, 마음(6식, 즉 심왕, 즉 심법)은 공간이다, 즉, 마음작용들이 일어나고[生] 작용하고[住] 변화하고[異] 사라지는[滅] 공간이다.
    - 즉, 대지(大地)는 대법(大法)의 지(地: 장소, 공간)라는 말인데,[63][64] 마음(6식, 즉 심왕, 즉 심법)이 대법(大法)의 지(地: 장소, 공간)가 된다는 의미이다.[65]

  - 법(法)은 구체적 존재 또는 구체적 존재들의 그룹을 말하는데, 여기서는 특정한 심소법들 즉 마음작용들, 또는 이들의 그룹을 말한다.

즉, 대지법(大地法)이라는 낱말은 수(受) · 상(想) 등과 같은 대법(大法)들이 일어나는 장소[地]에 속하는 마음작용들의 그룹을 뜻한다. 여기서 '대법(大法)들이 일어나는 장소[地]에 속하는'이라는 구절은 '일체의 마음에 두루 통하며, 반드시 함께 생겨나는 특성을 가진'이라는 뜻으로 해석된다. 즉, 대지법(大地法)이란 수(受) · 상(想) 등과 같이 일체의 마음에 두루 통하며, 언제 어디서나 반드시 함께 생겨나는 특성을 가진 마음작용들의 그룹, 즉 "대법(大法)들의 그룹"을 말한다.

## 성격
대지법은 일체(一切)의 마음(6식, 즉 심왕, 즉 심법)과 '두루 함께[大]' 일어나는 마음작용(심소법)을 말한다. 여기서 '일체(一切)의 마음'은 선(善) · 불선(不善) · 무기(無記)의 삼성(三性)의 기준에서의 선한 마음, 악한(불선) 마음, 선하지도 악하지도 않은(무기) 마음을 말한다. 따라서, 대지법은 마음(6식, 즉 6종의 의식의 하나 혹은 다수)이 일어난 경우 그것이 선한 마음이건 악한 마음이건 선하지도 악하지도 않은 마음이건 간에 상관없이 그 마음과 더불어 언제나 발견할 수 있는 마음작용을 말한다. 달리 말하면, 대지법이란 마음(6식, 즉 심왕, 즉 심법)이 항상 가지고 있으며 언제나 발휘하는 본질적 · 생래적 능력이라고 할 수 있다.
한편, 선(善)과 불선(不善), 즉 무루(無漏)와 유루(有漏)의 관점에서 보면, 대지법 즉 이들 10가지 마음작용들은 다른 마음작용들과 함께 하여 결과적으로 선(예를 들어, 무탐이나 불방일)도 될 수도 있고 불선(예를 들어, 탐이나 방일)도 될 수도 있기 때문에 그 자체로는 선(무루)도 불선(유루)도 아닌 무기(無記)이다.

## 대지법과 변행심소
대지법은 유식유가행파와 법상종의 5위 100법의 법체계에서는 변행심소(遍行心所)에 해당힌다. 
유식유가행파와 법상종은 수(受) · 상(想) · 사(思) · 촉(觸) · 작의(作意)의 총 5가지의 마음작용만이 변행심소를 이루는 것으로 분류하고 있다. 
그리고 그 나열 순서도 촉 · 작의 · 수 · 상 · 사의 순서로 설일체유부의 대지법 나열 순서와는 달리 나열하고 있다.
욕(欲) · 혜(慧) · 염(念) · 승해(勝解) · 삼마지(三摩地)는 별경심소(別境心所)에 해당하는 것으로 분류하고 있으며 또한 별경심소는 이들 5가지 마음작용으로 구성되어 있다. 나열 순서로는 욕 · 승해 · 염 · 삼마지(선정) · 혜(반야)의 순서로 나열하고 있다. 삼마지(三摩地)는 정(定) 또는 선정(禪定)이라고도 한다.

## 참고 문헌
- 곽철환 (2003). 《시공 불교사전》. 시공사 / 네이버 지식백과. |title=에 외부 링크가 있음 (도움말)
- 권오민 (2003). 《아비달마불교》. 민족사.
- 세친 지음, 현장 한역, 권오민 번역 (K.955, T.1558). 《아비달마구사론》. 한글대장경 검색시스템 - 전자불전연구소 / 동국역경원. K.955(27-453), T.1558(29-1). |title=에 외부 링크가 있음 (도움말)
- 운허.  동국역경원 편집, 편집. 《불교 사전》. |title=에 외부 링크가 있음 (도움말)
- 중현 지음, 현장 한역, 권오민 번역 (K.956, T.1562). 《아비달마순정리론》. 한글대장경 검색시스템 - 전자불전연구소 / 동국역경원. K.956(27-680), T.1562(29-329). |title=에 외부 링크가 있음 (도움말)
- (중국어) 星雲. 《佛光大辭典(불광대사전)》 3판. |title=에 외부 링크가 있음 (도움말)
- (중국어) 세친 조, 현장 한역 (T.1558). 《아비달마구사론(阿毘達磨俱舍論)》. 대정신수대장경. T29, No. 1558, CBETA. |title=에 외부 링크가 있음 (도움말)
- (중국어) 중현 조, 현장 한역 (T.1562). 《아비달마순정리론(阿毘達磨順正理論)》. 대정신수대장경. T29, No. 1562, CBETA. |title=에 외부 링크가 있음 (도움말)
- (중국어) 중현 조, 현장 한역 (T.1563). 《아비달마장현종론(阿毘達磨藏顯宗論)》. 대정신수대장경. T29, No. 1563, CBETA. |title=에 외부 링크가 있음 (도움말)

## 주해
1. ↑  불교의 법체계에 따르면 불선(不善)(예를 들어, 탐)이 선(善)(예를 들어, 무탐)이 되는 경우는 없다. 다만, 불선을 떠나고 선을 일으키는 것은 언제나 가능하다. 이런 의미에서는 불선이 선이 된다는 '표현'도 인정된다. 예를 들어, 탐욕을 일으켜 크게 고생을 한 후에 무탐을 일으키게 되었다면 결과적으로 불선이 선이 된 것인데, 그렇다고 해서 예전의 탐욕 자체가 무탐으로 변한 것은 아니다. '결과적으로 불선이 선이 되었다'는 것은 다만 표현상의 문제, 즉 가설적인 것이고, 실제로는 그 사람이 불선의 마음작용인 탐욕을 떠나고 대신 선의 마음작용인 무탐을 일으킨 것이지 실제로 불선(탐욕)이 선(무탐)으로 변하는 것은 아니다.

그리고 불선을 떠나고 선을 일으키는 것이나 그 반대로 선을 떠나고 불선을 일으키는 것이 가능한 것은 바로 무기(無記)의 성질을 가진 대지법(大地法)이 있기 때문이다. 즉, 마음의 본질적 · 생래적 능력이면서도 무기(無記)의 성질을 가진 수(受) · 상(想) · 사(思) · 촉(觸) · 욕(欲) · 혜(慧) · 염(念) · 작의(作意) · 승해(勝解) · 삼마지(三摩地)의 10가지 마음작용을 "잘 사용함"으로써 불선을 떠나고 선을 일으키는 것이 가능하며, 10가지 마음작용을 "잘못 사용함"으로써 선을 떠나고 불선을 일으키는 것이 가능하다. "잘 사용한다"는 것은 마음이 대선지법(大善地法) 또는 선심소(善心所)에 속한 선의 마음작용들과 상응하는 것을 말하고 "잘못 사용한다"는 것은 마음이 대번뇌지법(大煩惱地法) 또는 번뇌심소(煩惱心所) 등에 속한 불선의 마음작용들과 상응하는 것을 말한다.

그리고, 무위 무루법인 멸제(열반, 진여, 법성)는 유위 무루법인 도제(8정도, 수행)에 의해 증득되는 것이므로, 대지법을 "잘 사용하는 것", 즉 마음(6식 또는 8식, 즉 심왕, 즉 심법)의 본질적 · 생래적 능력을 "잘 사용하는 것"은 불교의 수행에 있어서 매우 중요한 사항이다.